# 小池龍太
小池 龍太（こいけ りゅうた、1995年8月29日 - ）は、東京都八王子市出身のプロサッカー選手。Jリーグ・鹿島アントラーズ所属。ポジションはディフェンダー（サイドバック）、ミッドフィールダー。元日本代表。JFAアカデミー福島3期生。

## 来歴
小学生時代は地元の松ヶ谷FCや横河武蔵野FCの下部組織でプレー。横河武蔵野FCジュニアユース時代には、一学年下の三竿健斗と仲が良かったと言う。2008年の中学進学時にJFAアカデミー福島の入校テストに合格し、入校。同期に金子翔太、安東輝、平岡将豪がいる。高校2年生まではミッドフィールダーとして攻撃的なポジションを任され、JFAアカデミー福島のU-18プレミアリーグ昇格にも貢献した。高校3年生からはサイドバックにコンバートされる。

### レノファ山口FC
当初からプロ志望だったが、2014年の卒業時にJリーグクラブからのオファーはなく、この年からJFL に参戦するレノファ山口FCへ入団。入団1年目から当時チーム最年少ながら17試合に先発出場するなどし、山口のJ3リーグ参入に貢献。翌年は背番号も1桁となりレギュラーポジションを獲得して初得点も記録。山口のJ2リーグ昇格後の2016年シーズンは全試合に出場を果たし、3得点をマークした。

### 柏レイソル
2016年11月22日、J1の柏レイソルへ完全移籍。JFLから4年で毎年ディビジョンをステップアップさせた。入団後当初はカップ戦のメンバーとしての出場だったが、第4節のベガルタ仙台戦以降はレギュラーポジションを奪取した。

### スポルティング・ロケレン
2019年8月8日、スポルティング・ロケレンへ完全移籍。背番号は「3」。10月5日、リーグ第9節のOHルーヴェン戦で移籍後初ゴールを決めた。しかし、所属していたロケレンが2020年4月に裁判所から破産宣告を受け、退団を余儀なくされた。

### 横浜F・マリノス
FIFAからの特例で期間外の移籍が可能になったため、ロケレンでチームメイトであった天野純とともに横浜F・マリノスへの完全移籍（天野は期限付き移籍からの復帰）が発表された。横浜FMでは本職の右サイドバックだけではなく左サイドバックやボランチもこなして存在感を発揮し、2022年のリーグ優勝に貢献。Jリーグベストイレブンに選出された。
2023年1月14日、背番号を25から13に変更することが発表され、同クラブOBの小林祐三の背番号を受け継ぐ形になった。3月29日、練習中の負傷で右膝蓋骨を骨折。手術を受け、全治6か月の見込みと診断され、1月の同箇所脱臼とあわせて長期離脱を余儀なくされた。

### 鹿島アントラーズ
2024年12月18日、鹿島アントラーズに完全移籍した。

### 代表
2022年7月13日に発表されたEAFF E-1サッカー選手権2022に出場する国内組のみで構成される日本代表に初選出され、JFAアカデミー出身者として初めての日本代表選出となった。

## エピソード
- JFL時代の山口は大半の選手がアマチュア契約であり、小池もサッカースクールのコーチのアルバイトで得た月収15万円ほどで生計を立てていた[7][8]。
- 山口時代の2016年7月に結婚している[8]。2017年12月に第一子となる長男が誕生した[18]。
- 同じくプロサッカー選手で浦和レッズ所属の中島翔哉は母方の従兄[19]。2017年5月14日に行われたJ1第11節・FC東京vs柏戦（味の素スタジアム）では、FC東京の左MFとして途中出場した中島とマッチアップし「いとこ対決」が実現した[20]。
- 2022年に横浜FMで優勝したことで、岡本知剛に次ぐ史上2人目の、J1・J2・J3全てのカテゴリーで優勝メンバーとなった経験を持つ選手となった。ただし、柏でJ2優勝した時の2019年はシーズン途中でロケレンに移籍しており、フルシーズン在籍しての全カテゴリー制覇は2023年の森脇良太が初となる[21]。

## 所属クラブ
- 松が谷FC
- 横河武蔵野FC（現：東京武蔵野シティFC）ジュニア
- JFAアカデミー福島
- 2014年 - 2016年  レノファ山口FC
- 2017年 - 2019年8月  柏レイソル
- 2019年8月 - 2020年5月  スポルティング・ロケレン
- 2020年5月 - 2024年  横浜F・マリノス
- 2025年 -  鹿島アントラーズ

## 個人成績
| 国内大会個人成績 | 国内大会個人成績 | 国内大会個人成績 | 国内大会個人成績 | 国内大会個人成績 | 国内大会個人成績 | 国内大会個人成績 | 国内大会個人成績 | 国内大会個人成績 | 国内大会個人成績 | 国内大会個人成績 | 国内大会個人成績 |
| 年度             | クラブ           | 背番号           | リーグ           | リーグ戦         | リーグ戦         | リーグ杯         | リーグ杯         | オープン杯       | オープン杯       | 期間通算         | 期間通算         |
| 年度             | クラブ           | 背番号           | リーグ           | 出場             | 得点             | 出場             | 得点             | 出場             | 得点             | 出場             | 得点             |
| 日本             | 日本             | 日本             | 日本             | リーグ戦         | リーグ戦         | リーグ杯         | リーグ杯         | 天皇杯           | 天皇杯           | 期間通算         | 期間通算         |
| ---------------- | ---------------- | ---------------- | ---------------- | ---------------- | ---------------- | ---------------- | ---------------- | ---------------- | ---------------- | ---------------- | ---------------- |
| 2014             | 山口             | 18               | JFL              | 17               | 0                | -                | -                | -                | -                | 17               | 0                |
| 2015             | 山口             | 4                | J3               | 30               | 1                | -                | -                | 1                | 0                | 31               | 1                |
| 2016             | 山口             | 4                | J2               | 42               | 3                | -                | -                | 3                | 0                | 45               | 3                |
| 2017             | 柏               | 13               | J1               | 32               | 0                | 3                | 0                | 3                | 0                | 38               | 0                |
| 2018             | 柏               | 13               | J1               | 32               | 0                | 4                | 0                | 0                | 0                | 36               | 0                |
| 2019             | 柏               | 13               | J2               | 21               | 0                | 0                | 0                | 1                | 0                | 22               | 0                |
| ベルギー         | ベルギー         | ベルギー         | ベルギー         | リーグ戦         | リーグ戦         | リーグ杯         | リーグ杯         | ベルギー杯       | ベルギー杯       | 期間通算         | 期間通算         |
| 2019-20          | ロケレン         | 3                | プロキシマス     | 27               | 2                | -                | -                | 0                | 0                | 27               | 2                |
| 日本             | 日本             | 日本             | 日本             | リーグ戦         | リーグ戦         | リーグ杯         | リーグ杯         | 天皇杯           | 天皇杯           | 期間通算         | 期間通算         |
| 2020             | 横浜FM           | 25               | J1               | 21               | 2                | 1                | 0                | -                | -                | 22               | 2                |
| 2021             | 横浜FM           | 25               | J1               | 31               | 4                | 7                | 0                | 0                | 0                | 38               | 4                |
| 2022             | 横浜FM           | 25               | J1               | 26               | 3                | 2                | 0                | 0                | 0                | 28               | 3                |
| 2023             | 横浜FM           | 13               | J1               | 0                | 0                | 1                | 0                | 0                | 0                | 1                | 0                |
| 2024             | 横浜FM           | 13               | J1               | 7                | 0                | 2                | 0                | 2                | 0                | 11               | 0                |
| 2025             | 鹿島             | 25               | J1               |                  |                  |                  |                  |                  |                  |                  |                  |
| 通算             | 日本             | 日本             | J1               | 149              | 9                | 20               | 0                | 5                | 0                | 174              | 9                |
| 通算             | 日本             | 日本             | J2               | 63               | 3                | 0                | 0                | 4                | 0                | 67               | 3                |
| 通算             | 日本             | 日本             | J3               | 30               | 1                | -                | -                | 1                | 0                | 31               | 1                |
| 通算             | 日本             | 日本             | JFL              | 17               | 0                | -                | -                | -                | -                | 17               | 0                |
| 通算             | ベルギー         | ベルギー         | プロキシマス     | 27               | 2                | -                | -                | 0                | 0                | 27               | 2                |
| 総通算           | 総通算           | 総通算           | 総通算           | 286              | 15               | 20               | 0                | 10               | 0                | 316              | 15               |

| 国際大会個人成績 | 国際大会個人成績 | 国際大会個人成績 | 国際大会個人成績 | 国際大会個人成績 |
| 年度             | クラブ           | 背番号           | 出場             | 得点             |
| AFC              | AFC              | AFC              | ACL              | ACL              |
| ---------------- | ---------------- | ---------------- | ---------------- | ---------------- |
| 2018             | 柏               | 13               | 4                | 0                |
| 2020             | 横浜FM           | 25               | 2                | 0                |
| 2022             | 横浜FM           | 25               | 5                | 0                |
| 2023-24          | 横浜FM           | 13               | 1                | 0                |
| 2024-25          | 横浜FM           | 13               | 4                | 0                |
| 通算             | AFC              | AFC              | 16               | 0                |

その他の国際公式戦
- 2018年
  - AFCチャンピオンズリーグ2018 東地区プレーオフ 1試合0得点

- 公式戦初出場 - 2014年3月30日 JFL 1stステージ第3節 FCマルヤス岡崎戦 (維新公園)
- Jリーグ初出場 - 2015年3月15日 J3第1節 ガイナーレ鳥取戦 (維新公園）
- Jリーグ初得点 - 2015年11月3日 J3第36節 藤枝MYFC戦 (維新公園）[22]

## タイトル

### クラブ
横浜F・マリノス
- J1リーグ ：1回（2022年）
- FUJIFILM SUPER CUP：1回（2023年）

### 代表
- EAFF E-1サッカー選手権: 1回 (2022)

### 個人
- Jリーグ優秀選手賞（2022年）
- Jリーグベストイレブン（2022年）

## 代表歴
- 日本代表
  - EAFF E-1サッカー選手権2022（2022年）

### 試合数
- 国際Aマッチ 2試合 0得点（2022年）

| 日本代表 | 国際Aマッチ | 国際Aマッチ |
| 年       | 出場        | 得点        |
| -------- | ----------- | ----------- |
| 2022     | 2           | 0           |
| 通算     | 2           | 0           |

### 出場
| No. | 開催日        | 開催都市 | スタジアム     | 対戦国 | 結果 | 大会                       |
| --- | ------------- | -------- | -------------- | ------ | ---- | -------------------------- |
| 1.  | 2022年7月24日 | 豊田     | 豊田スタジアム | 中国   | △0-0 | EAFF E-1サッカー選手権2022 |
| 2.  | 2022年7月27日 | 豊田     | 豊田スタジアム | 韓国   | ○3-0 | EAFF E-1サッカー選手権2022 |